# Johannisbollwerk

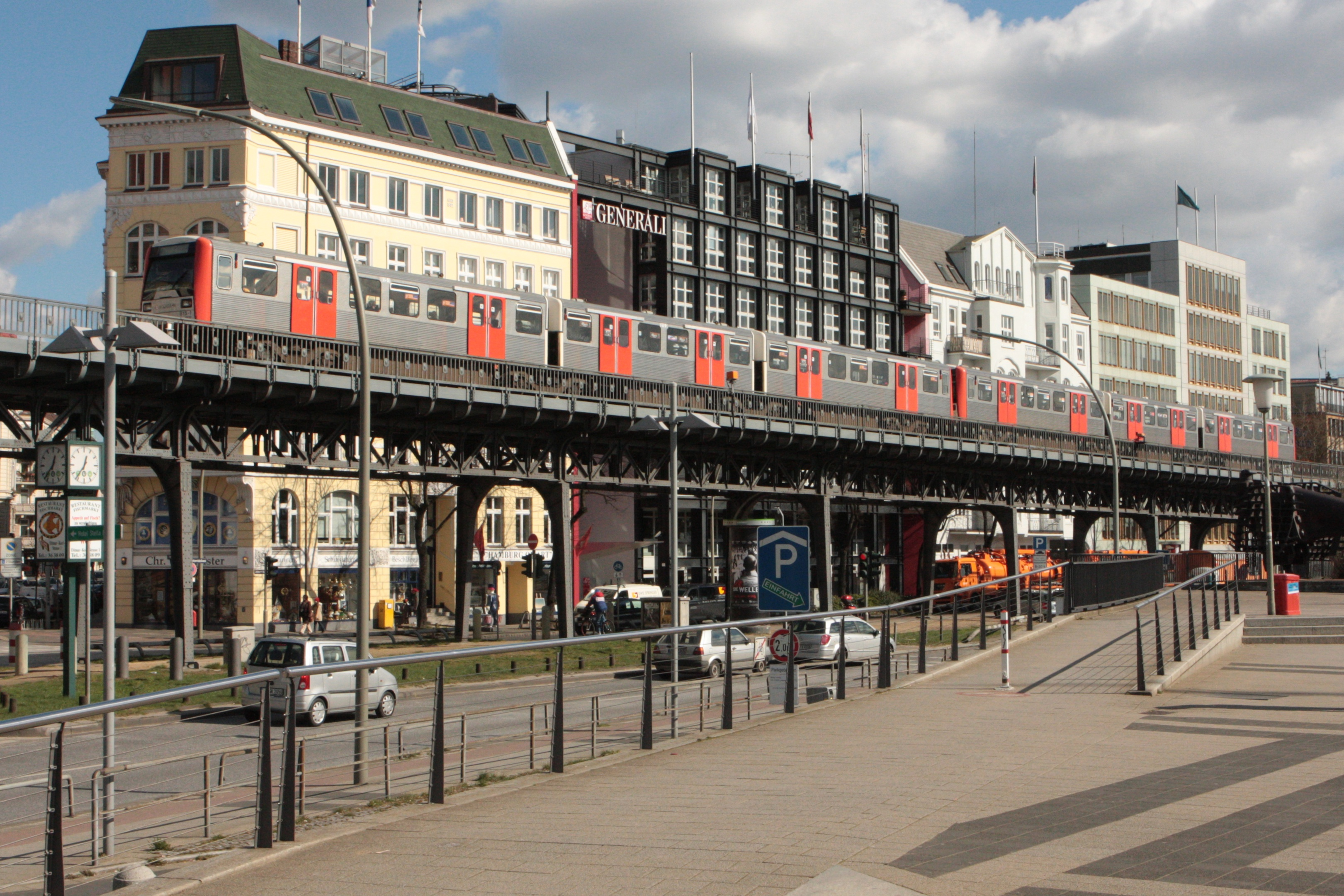
Johannisbollwerk mit Hochbahnviadukt, vorn rechts die Promenade vor dem Ausbau (2008)

Das Johannisbollwerk ist eine 190 Meter lange Straße im Südwesten der Hamburger Neustadt. Sie verläuft am Hafenrand zwischen Landungsbrücken/Hafentor und der Reimarusstraße und geht im Osten unmittelbar in die Vorsetzen über. Als Teil des Hamburger Hauptverkehrsstraßennetzes ist sie vierstreifig ausgebaut und trägt die amtliche Schlüsselnummer J065. Die nördliche Straßenseite ist durchgängig mit Geschäftshäusern bebaut (darunter die früheren Firmensitze der HADAG und der Bugsier-Reederei), die Südseite wird von der Jan-Fedder-Promenade eingefasst.  

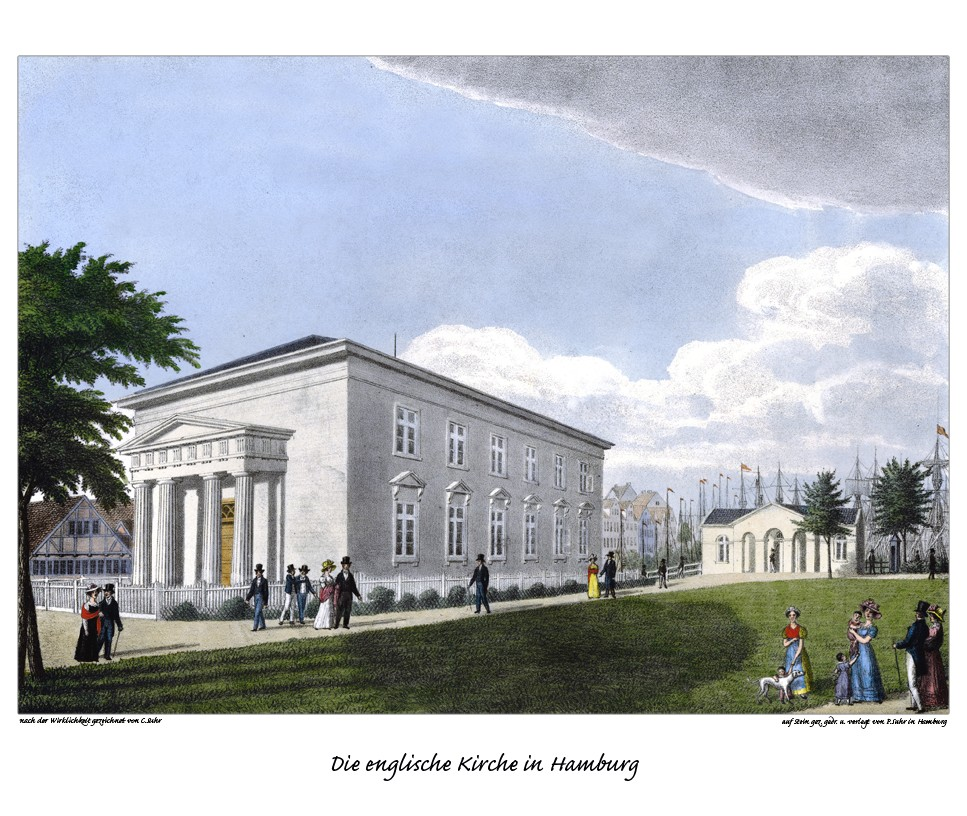
Englische Kirche am Johannisbollwerk um 1840

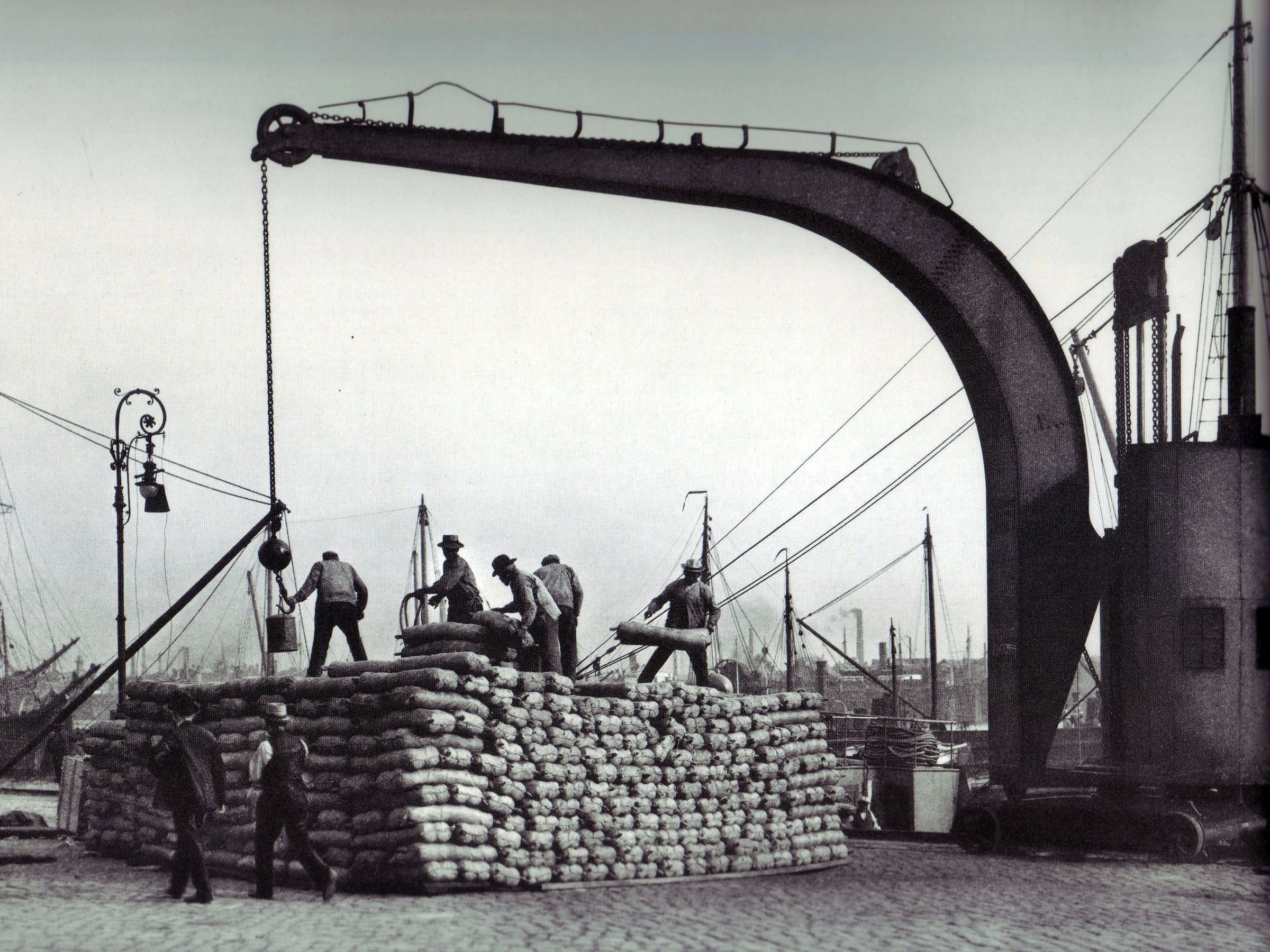
Hafenumschlag am Johannisbollwerk um 1900

Der Name Johannisbollwerk geht auf eine hier im 17. Jahrhundert angelegte Bastion (= Bollwerk) der Hamburger Stadtbefestigung zurück, die ihrerseits nach dem Ratsherrn Johann Rodenborg benannt war. Nach dem Ende der Franzosenzeit wurde die Johannisbastion um 1820 planiert und auf der entstandenen Fläche die von Carl Ludwig Wimmel entworfene englisch-reformierte Kirche errichtet (1826–1891, nicht zu verwechseln mt der anglikanischen Englischen Kirche am Zeughausmarkt). Auch der Hamburger Schlachthof befand sich von 1841 bis zu seiner Verlagerung nach St. Pauli am Johannisbollwerk.  
Später wurde die Fläche als Lagerplatz für den Hafenumschlag genutzt und mehrfach in Richtung Elbe erweitert, unter anderem um Platz für den 1912 errichteten Hochbahnviadukt (der heutigen Linie U3) zu schaffen. Nach der Sturmflut 1962 wurde der Hafenumschlag aufgegeben und die Wasserseite der Straße durch ein Flutschutzbauwerk – die heutige Jan-Fedder-Promenade – gesichert. Ebenfalls in den 1960er Jahren wurde die Straße als Teil einer bis zum Altonaer Fischmarkt reichenden Hafenrandverbindung autogerecht ausgebaut.